# Winterton-on-Sea
Winterton-on-Sea är en ort och civil parish i Storbritannien.   Den ligger i grevskapet Norfolk och riksdelen England, i den sydöstra delen av landet, 180 km nordost om huvudstaden London. Winterton-on-Sea ligger 3 meter över havet och antalet invånare är 1 359.
Terrängen runt Winterton-on-Sea är mycket platt. Havet är nära Winterton-on-Sea åt nordost.  Närmaste större samhälle är Great Yarmouth, 12,2 km söder om Winterton-on-Sea. 